# George Fant

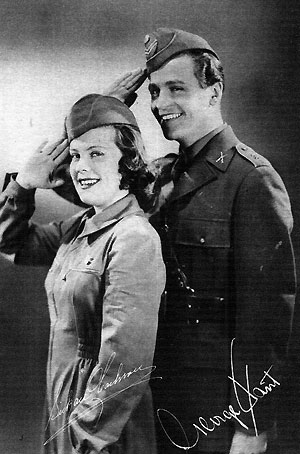
Fant con Sickan Carlsson en Landstormens lilla argbigga (1941)

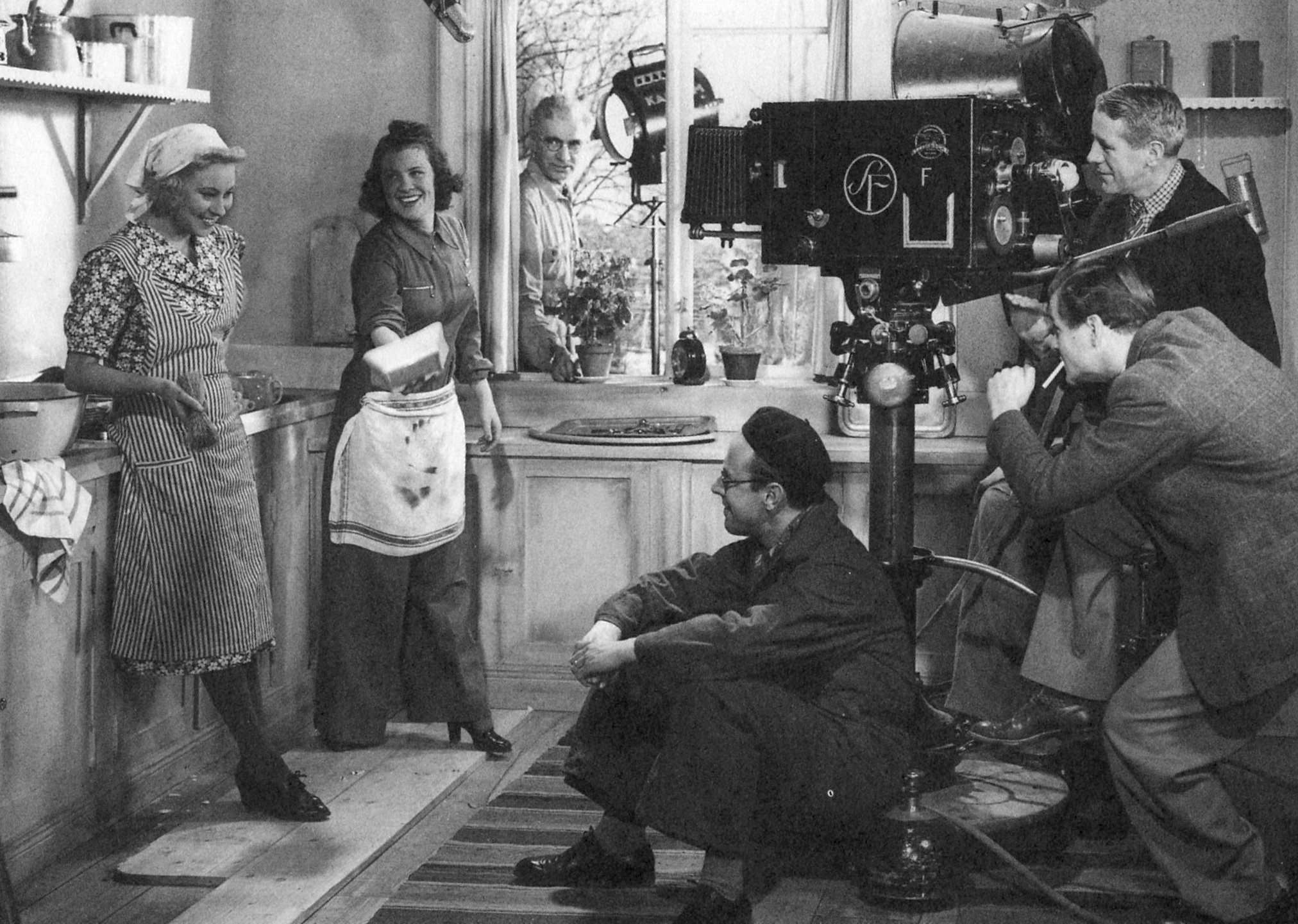
Rodaje de Landstormens lilla argbigga (1941). De izq. a der.: Marianne Löfgren, Sickan Carlsson, un hombre en la ventana (desconocido), Nils Jerring (sentado), George Fant y Julius Jaenzon (arriba).

George Fant (11 de julio de 1916 – 21 de febrero de 1998) fue un actor y director teatral y cinematográfico de nacionalidad sueca, que a lo largo de su carrera entre 1936 y 1995 participó en alrededor de 60 producciones para el cine y la televisión.

## Biografía
Nacido en Estocolmo, Suecia, su nombre completo era Georg Fredrik Mikael Fant. Su padre era el Capitán Tore Fant, y su madre Stina Gustafsson. Goerge era hermano del también actor y director Kenne Fant, primo de Gunnar Fant y nieto del director penal y miembro del Parlamento Fredrik Fant.
Fant estudió teatro bajo la dirección de Julia Håkansson, y en los años 1930 y 1940 fue uno de los actores cinematográficos suecos más solicitados. Trabajó contratado por la Svensk Filmindustri en 1937–1942, y por Sandrewkoncernen en 1943–1948. Después, y en diferentes períodos actuó en los teatros Vasateatern, Oscarsteatern, y Riksteatern, permaneciendo en el Upsala Stadsteater en 1952–1953.
Fue director artístico de Folkrörelsernas programbolag en 1953–1957, rector de la Escuela Teatral de Malmö en 1964–1967, director del Norrbottensteatern de Luleå en 1967–1972, rector de la Statens Scenskola de Estocolmo en 1975–1979, y director del Teatro Bohusläns en 1990-1992. 
George Fant falleció en Estocolmo, Suecia, en 1998, a causa de una neumonía. Fue enterrado en el Cementerio Norra begravningsplatsen, en Solna, un municipio al norte de Estocolmo.
Fant se había casado seis veces. Su primera esposa, en 1941–1944, fue la actriz Maj-Britt Håkansson. La segunda, entre 1944 y 1950, fue Ingrid Koraen. Desde 1951 a 1962 estuvo casado con Ulla aff Ugglas, entre 1962 y 1970 con la escritora y periodista Maj Fant, y entre 1972 y 1986 con BM Boqvist. Finalmente, desde 1991 hasta su muerte estuvo casado con la actriz Karin Fermann.
Fant tuvo un hijo, el actor Christer Fant, fruto de su matrimonio con Ugglas.

## Teatro
- 1937 : Påsk, de August Strindberg, escenografía de Johan Falck, Vasateatern[8]
- 1938 : Min hustru doktor Carson, de St. John Greer Ervine, escenografía de Harry Roeck-Hansen, Blancheteatern[9]
- 1939 : Madame Bovary, de Gaston Baty, escenografía de Harry Roeck-Hansen, Blancheteatern[10]
- 1940 : Fröken kyrkråtta, de Ladislas Fodor y Ludvig Schinseder, escenografía de Ernst Eklund, Teatro Oscar[11]
- 1940 : La tía de Carlos, de Brandon Thomas, escenografía de Leif Amble-Naess, Södra teatern y Vasateatern[12][13]
- 1941 : Kristina, de August Strindberg, escenografía de Per-Axel Branner, Biograf Edison[14]
- 1944 : Mans kvinna, de Vilhelm Moberg, escenografía de Per Lindberg y Gösta Folke, Vasateatern[15]
- 1946 : Vår i september, de Jean Jacques Bernard, escenografía de Gunnar Olsson, Blancheteatern[16]
- 1959 : Två på gungbrädet, de William Gibson, Oslo[17]
- 1961 : Tokan, de Marcel Achard, escenografía de Tom Dan-Bergman, Biograf Edison[18]
- 1961 : La fierecilla domada, de William Shakespeare, escenografía de Per Gerhard, Vasateatern[19]
- 1962 : La noche de la iguana, de Tennessee Williams, escenografía de Per Gerhard, Vasateatern[20]

## Teatro radiofónico
- 1946 : Teater, de Guy Bolton, dirección de Rune Carlsten[21]

## Selección de su filmografía
- 1935 : Valborgsmässoafton
- 1936 : Han, hon och pengarna
- 1936 : Kungen kommer
- 1936 : Johan Ulfstjerna
- 1936 : Äventyret
- 1936 : 33.333
- 1936 : Bröllopsresan
- 1937 : John Ericsson – segraren vid Hampton Roads
- 1937 : Ryska snuvan
- 1937 : Pappas pojke
- 1937 : Klart till drabbning
- 1938 : Med folket för fosterlandet
- 1938 : Dollar
- 1938 : Styrman Karlssons flammor
- 1938 : Milly, Maria och jag
- 1939 : Kadettkamrater
- 1939 : Ombyte förnöjer
- 1939 : Landstormens lilla Lotta
- 1939 : Gubben kommer
- 1940 : Stål
- 1940 : Gentleman att hyra
- 1941 : Dunungen
- 1941 : Snapphanar
- 1941 : Den ljusnande framtid
- 1941 : Landstormens lilla argbigga
- 1942 : Ungdom i bojor
- 1943 : Tåg 56
- 1943 : Livet på landet
- 1943 : Katrina
- 1943 : En vår i vapen
- 1945 : Blod och eld
- 1945 : Tre söner gick till flyget
- 1945 : Rosen på Tistelön
- 1946 : Brita i grosshandlarhuset
- 1946 : Harald Handfaste
- 1946 : Klockorna i Gamla Sta'n
- 1947 : Maria
- 1948 : Främmande hamn
- 1948 : Lars Hård
- 1948 : Dit vindarna bär
- 1948 : Glada paraden
- 1949 : Huset nr 17
- 1954 : Hästhandlarens flickor
- 1955 : Resa i natten
- 1956 : Ett dockhem
- 1957 : Gårdarna runt sjön
- 1957 : Mamma tar semester
- 1958 : Körkarlen
- 1960 : Goda vänner trogna grannar
- 1960 : När mörkret faller
- 1961 : Änglar finns dom
- 1963 : Mordvapen till salu
- 1965 : För vänskaps skull
- 1969 : Konfrontation
- 1974 : Landshövdingen
- 1994 : År av drömmar (TV)
- 1995 : Kristin Lavransdotter
- 1997 : Skärgårdsdoktorn (TV)